# Euritmia hamulisetosa
Euritmia hamulisetosa är en ringmaskart som beskrevs av Sarda-Borroy 1987. Euritmia hamulisetosa ingår i släktet Euritmia och familjen Sphaerodoridae. Inga underarter finns listade i Catalogue of Life.